# Hestiasula kaestneri
Hestiasula kaestneri es una especie de mantis de la familia Hymenopodidae.

## Distribución geográfica
Se encuentra en la India.